# Antonio Grano
Antonio Grano (Palermo, 1660 circa – Palermo, 15 aprile 1718) è stato un pittore e architetto italiano.
Conosciuto come Antonino Grano, fu pittore, architetto, incisore, fu molto attivo in Sicilia nei decenni tra il XVII e XVIII secolo, soprattutto in collaborazione con l'architetto Giacomo Amato. Fu una tra le personalità più significative nel panorama artistico palermitano, come attesta la copiosa produzione e la grande fama di cui godette.
Considerato dalla storiografia artistica siciliana come un seguace di Pietro Novelli, del quale restaurò anche diverse opere, si formò inizialmente nell’ambiente palermitano e successivamente completò la sua formazione a Roma.

## Biografia
Nacque a Palermo intorno al 1660. 
La prima documentazione della sua attività risale al luglio del 1678 quando Grano si occupò del restauro degli affreschi con figure di Virtù, realizzati, anni prima, da Pietro Novelli nella Chiesa del Gesù, a Casa Professa, a Palermo. Da questa data fino al 1681 non è documentata la presenza dell’artista nella città d’origine, ciò probabilmente in concomitanza con un primo viaggio che il Grano intraprese per Roma. 
Soggiornando nella capitale frequentò l'ambiente che gravitava intorno al pittore classicista Carlo Maratta e che egli poté frequentare grazie a Giacinto Calandrucci, discepolo appunto di Maratta. Non è escluso che il Grano intrattenesse rapporti proprio col Maratta, tant’è che nel 1685, proprio su richiesta di quest’ultimo, al quale era stata commissionata una Madonna del Rosario per l'oratorio palermitano di Santa Cita, il pittore palermitano eseguì, per mandarlo allo stesso, un disegno della Madonna e santi, dipinta da Antonio Van Dyck nel 1628, per l'oratorio di San Domenico.  
Tornato in Sicilia, nel 1682 il pittore aveva ottenuto l’incarico di dipingere un telone (ora perduto), in sostituzione di quello tardo cinquecentesco realizzato da Vincenzo da Pavia, da esporre durante la Settimana Santa per coprire il cappellone della Cattedrale. 
Negli anni seguenti iniziò una fortunata attività caratterizzata da numerosi incarichi soprattutto per affreschi  nelle numerose chiese che gli ordini religiosi andavano a costruire o rinnovare a Palermo. Sono da collocare tra il 1684 ed il 1685 gli affreschi nella Chiesa della Martorana con la Gloria dell’Ordine nella volta del presbiterio e con i Quattro dottori della Chiesa, solide figure quest’ultime impostate nei pennacchi con notevole sicurezza, a confermare la cultura di tradizione novellesca assieme ad echi, forse più mediati che diretti, della cultura romana di impronta classicheggiante, probabilmente da disegni e da stampe. 
Riportano la data del 1687 i due affreschi della Visitazione e della Passione di Cristo, eseguiti per due cappelle della chiesa del Noviziato dei Gesuiti. Seguirono la Cappella del Crocifisso nel Duomo di Monreale, gli affreschi nel presbiterio di Santa Chiara, quelli nella volta della navata e il coro di Santa Maria di Valverde (databile all’incirca al 1696), nella Casa Professa e nella a chiesa della Pietà, dove nel 1708 dipinse Il Trionfo dell'Ordine domenicano.  
Oltre ad essere pittore il Grano fu un abile progettista di elementi architettonici; è infatti del 1690 un progetto riguardante il riassetto della cappella di Sant’Anna nella Chiesa del Gesù, a Casa Professa; qui l’artista intervenne soprattutto nelle due nicchie fornendo modelli e disegni di propria ideazione per alcune sculture in marmo di soggetto mariano.  Tale soluzione architettonica venne peraltro utilizzata nel 1703 per le tre nicchie ospitanti altrettante sculture nel presbiterio della Chiesa della Gancia. Operando con queste modalità il riassetto della cappella di Sant’Anna, sempre a Casa Professa, si raggiunse, attraverso l’integrazione tra architettura, scultura e pittura, un’eccezionale sintesi visiva ed emotiva. Tale integrazione spiega anche come il Grano si sia trovato a collaborare in più occasioni sia con l’architetto Giacomo Amato che con gli scultori Giacomo e Procopio Serpotta, artisti tra i più richiesti a Palermo tra il XVII ed il XVIII secolo e a comprovare tale attività congiunta, si possono citare i disegni, eseguiti dal Grano, contenuti all’interno dei sette volumi facenti parte della raccolta di disegni autografi dell’architetto Giacomo Amato, conservati a Palermo nella Galleria Regionale di Palazzo Abatellis. Costui, esponente di spicco della nuova generazione di architetti, trovò il modo di affermarsi, negli anni Ottanta del Seicento, elaborando a Palermo un’originale architettura, dopo aver maturato a Roma la propria formazione; infatti l’Amato, per trovare soluzioni adeguate alle sue ideazioni, era solito assegnare a specialisti problemi di ordine strutturale e figurativo, riuscendo a trarre dagli interventi delle diverse personalità armoniche composizioni di felice fusione. È opportuno pure ricordare l’esistenza di disegni eseguiti dal Grano relativi a decorazioni di architetture o di suppellettili varie, come, per esempio, il disegno per le suore del monastero di Santa Teresa alla Kalsa, a Palermo, relativo ad una cassa da usarsi per la funzione del giovedi santo, su progetto dell’Amato e forgiata in argento da Francesco Iuvarra nel 1703. Ed altri disegni attribuiti allo stesso sono quelli riguardanti la progettazione di macchine effimere costruite in occasione di festività o di ricorrenze particolari.  
Risalgono invece al 1708 gli affreschi nella chiesa del Monastero della Pietà completati nel 1712 e raffiguranti la Gloria dell'Ordine domenicano e scene della Vita dell’Ordine. Si tratta di una complessa decorazione eseguita grazie alla collaborazione del Grano, di Giacomo Amato e di Giacomo Serpotta, l’elaborazione della quale esita un indiscutibile quanto appariscente esempio di simbiosi fra architettura, pittura e scultura. Il contributo del Grano, nel Trionfo dell’Ordine domenicano si rivela questa volta lontano dalle soluzioni formali di matrice novellesca, perseguite nei precedenti affreschi e mostra piuttosto influssi d’ispirazione solimenesca e ascendenze elettive con riferimento alla scuola di Luca Giordano, semmai con un recupero del gusto arcadico negli affreschi degli scomparti laterali della volta (C. Siracusano, La Pittura…, p. 182). Non collocabili cronologicamente, per mancanza di dati documentari, sarebbero gli affreschi realizzati per l’Oratorio delle Dame, sempre a Palermo, raffiguranti l’Assunzione della Vergine e Storie dell’infanzia di Gesù. Tali affreschi sono caratterizzati da un linguaggio brioso ed elegante, sorretto da una vivace vena narrativa, di sapore sottilmente profano…(C. Siracusano, La Pittura…, p. 182). Nel 1713 il Grano eseguì gli affreschi, oggi perduti, della cappella di San Francesco di Paola, nella Cattedrale di Palermo, su commissione dell'Arcivescovo Gasch e quelli della cappella di San Michele, anch’essi perduti. 
Apprezzabile anche come incisore, il Grano realizzò pregevoli esemplari, come la rarissima incisione realizzata nel 1689, in occasione delle esequie di Maria Luisa di Borbone e quella raffigurante la Cattedrale di Palermo. Mentre tre anni prima il nostro aveva eseguito il disegno per il frontespizio del libro di Michele Del Giudice, Palermo magnifico nelle feste di S. Rosalia. 

## Opere

### Alcamo
- 1708 - 1710, Paradiso, affreschi, ciclo pittorico presente nella chiesa dei Santi Paolo e Bartolomeo.

### Monreale

#### Cattedrale di Santa Maria Nuova
- 1692, Battaglia degli angeli contro Lucifero, affresco raffigurante la Battaglia degli Angeli ribelli, opera perduta documentata nel cupolino della Cappella del Crocifisso.[6]
- 1692 circa,  Cristo deposto, dipinto, attribuzione per stile.  , nel 1701, Il Grano dipinse i pennacchi della cupola nella chiesa di Santa Cita e successivamente eseguì, nella chiesa di San Francesco di Paola, gli affreschi riguardanti Scene della vita del Santo e dei padri dell’Ordine.

### Palermo

#### Chiesa del Gesù di Casa Professa
- 1678 - 1687, Virtù, affreschi, duplice intervento di restauro per il ciclo pittorico e delle vele della Cappella di Sant'Anna, realizzate da Pietro Novelli nel 1644, in avanzato stato di deterioramento.
- 1690, Cappella della Sacra Famiglia, progetto di riassetto, realizzazione di due nicchie e statue marmoree di sua ideazione.
- 1702 - 1705, Della decorazione pittorica della Chiesa del Gesù sono rimasti solo gli episodi cristologici nelle cupolette: l’Adorazione dei pastori, l’Adorazione dei Magi, la Circoncisione di Gesù, l’Andata al Calvario, l’Innalzamento della Croce, il Cristo Risorto. Oltre che la decorazione pittorica, espletò l'incarico dell'ideazione della parte scultorea, compiuta poi da Procopio Serpotta, nella Cappella dei Santissimi Martiri e Cappella di Nostra Signora.
- XVIII secolo, Sacra famiglia, dipinto, opera custodita nella Cappella della Sacra Famiglia.

- 1678- 1696, Trionfo della Trinità, Mosè guida il suo popolo, Apoteosi della Vergine, affreschi realizzati rispettivamente nella cupola e nell'emisfero dell'abside della chiesa di Santa Chiara. Furono seriamente danneggiati dai bombardamenti del secondo conflitto mondiale; ciò che rimane, nella cupola è purtroppo soltanto l’Apoteosi della Trinità e della Vergine.
- 1681, Passione di Gesù, affreschi, ciclo pittorico documentato nella chiesa di San Mattia, Noviziato dei Crociferi alla Kalsa.[7][6]
- 1683, Ciclo, affreschi, opere documentate a decorazione delle finestre della cattedrale metropolitana primaziale della Santa Vergine Maria Assunta.
- 1715, Ciclo, affreschi, opere perdute documentate nella Cappella di San Michele della cattedrale metropolitana primaziale della Santa Vergine Maria Assunta.[6]
- 1684 - 1685, Gloria dell'Ordine benedettino e Quattro dottori della Chiesa, affreschi realizzati rispettivamente nella cupola e nei pennacchi. Affreschi, ciclo pittorico presente nelle volte della chiesa di Santa Maria dell'Ammiraglio.[8]
- 1687, Visitazione, Compianto sul Cristo Morto, Ascesa al Calvario, Trinità col Cristo Morto, affreschi, opere presenti nella Cappella dell'Immacolata Concezione e Cappella del Santissimo Crocifisso del noviziato dei gesuiti, chiesa di San Stanislao Kostka.[6]
- 1693 - 1697, Affreschi, collaborazione con Filippo Tancredi per la realizzazione della decorazione ad affresco della sagrestia della chiesa della Madonna di Monte Oliveto.[9]
- 1696, ciclo pittorico ad affresco nella chiesa di Santa Maria di Valverde.[6]Una delle prove maggiormente degna di considerazione del nostro pittore risulta essere la decorazione del soffitto della chiesa di Santa Maria di Valverde, purtroppo danneggiata dai bombardamenti della seconda guerra mondiale e successivamente restaurata: Qui entro le cornici dipinte, con il loro andamento a volute, nel colore grigio biancastro che simula lo stucco, si dispiegano fatti e simboli che attengono all’Ordine dei Carmelitani, caratterizzati da ritmi mossi, da luci contrastate, alternate a composizioni più idilliche, da forme sottili nel modellato e negli accordi cromatici (M. G. Paolini, Antonino Grano, p. 10). Nello specifico sono attribuiti al Grano gli affreschi della volta della navata e la volta e le pareti del coro, raffiguranti fatti e simboli dell’ordine dei Carmelitani e la Trasfigurazione di Gesù Cristo (C. Farsetta, La chiesa di S. Maria di Valverde, p. 56). Proprio nell’episodio della Trasfigurazione il Grano mostra l’influsso novellesco, con la figura del Cristo colto in ardito scorcio prospettico (M. Guttilla, Pittura e incisione del Settecento, p. 296) che ricorda appunto l’analogo esemplare dipinto dal Novelli nel soffitto della Badia Nuova. Qui L’ondulazione del panneggio, cui è riservato l’ufficio di resa dinamica, si rivela spesso disarticolata in volute concentriche e mostra il disorientamento dell’artista, pur nella valentia della tecnica disegnativa, a rendere effetti barocchi a lui in verità sempre poco congeniali (M. Guttilla, ibidem).
- 1696, Vita della Vergine, Annuncio a Sant'Anna, Annuncio a San Gioacchino, Presentazione della Vergine, Estasi di San Pasquale, affreschi, opere presenti nella chiesa di Sant'Antonio di Padova.

#### Chiesa di Santa Maria degli Angeli
- 1697 - 1700, Santi francescani, affreschi, ciclo pittorico iniziato nel 1697 da Filippo Tancredi e completato da Antonio circa tre anni dopo nella navata centrale della chiesa di Santa Maria degli Angeli alla Gancia. Nel lato destro essi raffigurano: San Diego d'Alcalá, San Giovanni da Capestrano, San Pietro d'Alcantara, Santa Elisabetta d'Ungheria, San Ludovico di Tolosa, Sant'Antonio di Padova. Nel lato sinistro sono: San Pasquale Baylon, San Giacomo della Marca, San Bernardino da Siena, Santa Chiara d'Assisi, San Bonaventura da Bagnoregio, San Francesco d'Assisi.[6]
- 1700, San Francesco Solano battezza gli infedeli, Presentazione di Maria al Tempio, la Nascita della Vergine e l'Annuncio ad Anna della sua Maternità, affreschi nella Cappella della Madonna di Monserrato.
- 1700, Tondi, affreschi raffiguranti episodi di vita di Sant'Antonio di Padova, opere presenti nella Cappella di Sant'Antonio di Padova.
- 1700, Estasi di San Francesco, dipinto, opera presente nella Cappella di Santa Elisabetta d'Ungheria.
- 1703, Cappella del presbiterio, progetto di riassetto, realizzazione di tre nicchie e statue marmoree di sua ideazione.

- 1701, Personaggi, affreschi dei pennacchi della cupola, opere presenti nella chiesa di Santa Cita.
- 1708 - 1712, Trionfo/Apoteosi/Gloria dell'Ordine Domenicano, affresco, opera presente nella chiesa di Santa Maria della Pietà.[10][6]
- 1715c., Trionfo della Vergine, Storie dell'infanzia di Gesù e Adorazione dei Magi nella controfacciata, affreschi, ciclo pittorico presente nell'Oratorio delle Dame.
- 1717, Affreschi, ciclo pittorico presente nel chiostro del monastero della chiesa di Sant'Andrea alle Vergini.[11][6]
- XVIII secolo, Scene di vita di San Francesco di Paola e dei padri dell'Ordine, affreschi, opere presenti nella chiesa di San Francesco di Paola.[6]
- XVIII secolo, Affreschi, ciclo pittorico presente nella "Cappella dell'Immacolata Concezione" o «Cappella Senatoria» della chiesa di San Francesco d'Assisi.[12][13][6]
- XVIII secolo, Profeta Elia e la donna di Sarepta, La vendemmiatrice di uva, La Pia Rut, La profanazione del sacrificio, affreschi, ciclo pittorico presente nel presbiterio della chiesa di Santa Teresa alla Kalsa.
- 1718, Trionfo dell'Ordine francescano, affreschi, opere deteriorate e sostituite dal ciclo realizzato da Giuseppe Velasco nella chiesa di Santa Maria delle Grazie di Montevergini.[14][6]
- 1718, Santa Caterina in Gloria, affresco nell'Oratorio di Santa Caterina d'Alessandria all'Olivella. Ultima opera non portata a compimento per la sopraggiunta morte del pittore.

### Dipinti

#### Napoli
- 1686, Disegno, incisione del frontespizio del libro di Michele del Giudice, "Palermo magnifico nelle feste di Santa Rosalia", un esemplare del quale è conservato presso la Biblioteca della Società di storia patria.

#### Palermo

##### Cattedrale metropolitana primaziale della Santa Vergine Maria Assunta
- 1682, Tela della Passione, dipinto su tela in sostituzione del Telone tardo cinquecentesco opera di Vincenzo degli Azani, opera documentata.
- 1713, dipinti, opere perdute documentate nella Cappella di San Francesco di Paola.
- 1715c., Madonna del latte, San Gaetano e Sant'Andrea Avellino, dipinti, opere documentate.
- 1715, San Gaetano e Sant'Andrea Avellino, dipinto.[6]

- XVIII secolo, Dipinto, opera documentata nella chiesa di San Vincenzo Ferreri.[6]
- XVIII secolo, Santa Rosalia, dipinto su rame, opera documentata.[6]
- XVIII secolo, San Nicola da Tolentino, dipinto, opera custodita nella chiesa di Sant'Agostino.[6]
- XVIII secolo, Sant'Agostino vescovo, dipinto, opera documentata nel convento di Sant'Agostino.
- XVIII secolo, Estasi di San Francesco, dipinto, opera custodita chiesa di Santa Maria degli Angeli.
- XVIII secolo, Sant'Antonio e la Vergine, dipinto, opera conservata nel Museo diocesano.
- XVIII secolo, Veronica, San Giovanni e Addolorata, affreschi riportati su tela, opere attribuite e provenienti dal monastero della Concezione, custodite nella Galleria regionale della Sicilia di Palazzo Abatellis.
- XVIII secolo, Sant'Oliva, mezza figura su tela appartenente alla collezione di Agostino Gallo, opera custodita nella Galleria regionale della Sicilia di Palazzo Abatellis.
- XVIII secolo, Santa Chiara che abbraccia Gesù Bambino, bozzetto su tavola, studio preparatorio per la chiesa di Santa Maria degli Angeli, appartenente alla collezione di Agostino Gallo.

#### Petralia Sottana
- XVIII secolo inizi, Sant'Egidio e la liberalità del re visigoto Wamba, olio su tela, opera custodita nella chiesa di San Francesco del convento dell'Ordine dei frati minori conventuali.

## Modelli e disegni
- 1694, Antiporta, illustrazione in Ignazio De Vio, "Li giorni d'oro di Palermo nella Trionfale Solennità di Santa Rosalia Vergine palermitana Celebrata l'Anno 1693", Pietro Coppola Stamperia Camerale, Palermo, 1694. Originale custodito nella Biblioteca comunale centrale di Casa Professa di Palermo.

### Biblioteca centrale della Regione Siciliana «Alberto Bombace»
- 1686, Antiporta, acquaforte, illustrazione in "Palermo Magnifico nel Trionfo dell'anno M.D.C.LXXXVI Tomaso Rummolo", Palermo, 1686, originale.
- 1711, Le simpatie dell'allegrezza, acquaforte eseguita con la collaborazione di Francesco Cichè, illustrazione in Pietro Vitale, "La Pace fra la Castiglia e il Genio di Palermo", Stamperia del Palazzo Senatorio di Agostino Epiro, e Forte, MDCCXI, Palermo. Originale.

### Galleria regionale della Sicilia di «Palazzo Abatellis»
- XVII secolo fine, Santa Rosalia in veste d'Aurora sparge fiori su Palermo, tempera nera a pennello, acquerellature a toni grigio/bruni, matita nera.
- XVIII secolo inizi, Studio di decorazione con aquila, delfini, tritoni e telamoni, penna e inchiostro bruno, acquerello grigio e azzurro su carta bianca.
- XVIII secolo inizi, Allegoria della Pace, penna e acquerello bruno e grigio su carta bianca ingiallita.

- XVII secolo fine, Disegno di ostensorio per un apparato delle Quarantore realizzato con la collaborazione di Giacomo Amato, matita nera, inchiostro bruno e acquerellature in toni di bruno.
- XVII secolo fine, Disegno di credenza di sacrestia per un monastero realizzato con la collaborazione di Giacomo Amato, inchiostro bruno su tracce di matita nera, acquerellature in toni di grigio e di amaranto su carta bianca fine.

- 1693c., Disegno raffigurante l'altare del Santissimo Sacramento nell'Oratorio della Compagnia della Carità di San Bartolomeo degli Incurabili realizzato in collaborazione con Giacomo Amato, penna e inchiostro bruni, acquarello grigio su matita nera su carta bianca ingiallita.
- 1687, Apparato per il Santissimo Sacramento nell'oratorio delle Anime Derelitte nel chiostro di San Domenico realizzato in collaborazione con Giacomo Amato, penna e inchiostro bruno, acquerellature colorate su tracce di matita nera, fori di compasso.
- 1692 ante, Disegno per reliquiario di Santa Rosalia realizzato in collaborazione con Giacomo Amato, inchiostro e acquerello bruno su carta bianca.
- 1701, attribuzione, Alzato del catafalco per le esequie del Re Carlo II di Spagna eretto a Palermo realizzato in collaborazione con Giacomo Amato, matita nera, acquerellature in toni di grigio, fori di compasso.
- 1689, Disegno per l'incisione raffigurante il Gioco di Fuoco celebrato a Palermo in onore del matrimonio di Carlo II d'Asburgo e Maria Anna di Neuburg realizzato in collaborazione con Giacomo Amato, commissionato dal duca di Uzeda, matita nera, penna e inchiostro bruno, fori di compasso.